# 30

## Události

### Vědy a umění
žije Aulus Cornelius Celsus, autor osmisvazkové lékařské encyklopedie, která obsahuje též vzorně psanou dietetiku

## Narození
- 8. listopadu – Nerva, římský císař († 27. ledna 98)

## Úmrtí
- 7. dubna - Ježíš Nazaretský, (možné datum ukřižování) ústřední hlava křesťanství. Další možné datum je 3. dubna 33 (* cca 4 př. n. l.)
- ? – Velleius Paterculus, římský historik a úředník (* 19 př. n. l.)

## Hlava státu
- Papež – Petr? (cca 30 – 64/65/66/67)
- Římská říše – Tiberius (14–37)
- Parthská říše – Artabanos II. (10/11–38)
- Kušánská říše – Heraios (1–30) » Kudžúla Kadphises (30–90)
- Čína, dynastie Chan (206 př. n. l. – 220 n. l.) – Kuang Wu-ti (25–57)
- Markomani – Marobud (?–37)